# Carlos Felipe Núñez
Carlos Felipe Núñez Contreras (Lima, Perú, 13 de enero de 1951) es un exfutbolista peruano nacionalizado venezolano que se desempeñaba en la posición de Delantero y Mediocampista. Reside en Venezuela desde su retiro como profesional, trabajando en la formación de futbolistas.
Carlos es una de las figuras más emblemáticas del Portuguesa y del futbol venezolano en la década de los sesenta, convirtiéndose en el máximo goleador histórico del club y ocupando el segundo puesto de máximos artilleros representando a clubes venezolanos en torneos continentales.
Dirigió al equipo acariguareño en tres ocasiones y posteriormente fue el presidente del club durante 1996-2005, así como el cargo de agremiación de futbolistas.

## Biografía
Estudio en el Colegio Santa Rosa de Chosica de pares Agustinos, se graduó de Administrador de empresas. Se casó un 6 de enero de 1978 con María Teresa Galasso (Venezolana), tiene tres hermosos hijos Jean Carlos, Mónica y Jesús todos criollitos y tres nietos Carlitos, Mishell y Thomas, infinitamente vive agradecido de Venezuela.

## Trayectoria
Carlos Núñez se inició en las divisiones inferiores del club Mariscal Sucre, en el cual debutó como profesional en 1967 en la Primera División a los 16 años de edad al mando del entrenador Clemente Velásquez. Siendo juvenil en el club dinamitero obtuvo buenas impresiones en su primer año, lo que le valió el interés del Universitario de Deportes a mitad del año 1968. Después de su paso desapercibido por el club crema, ficha por el Porvenir Miraflores.
Carlos Nuñez antes de eso, participó en la selección Preolímpica Sub-20 del Perú, compartiendo con jugadores como Teófilo Cubillas, Percy Rojas, Oblitas y una camada de jugadores que fueron protagonistas en el futbol sudamericano.
En 1970 emigra al club del que era hincha, Deportivo Municipal donde juega dos temporadas, compartiendo equipo con figuras como Hugo Sotil, Oscar Montalvo, Nemesio Mosquera, entre otros. En su paso por el club edil marcaría 10 goles. Posteriormente juega dos temporadas en Alianza Lima de 1972 a 1973,  compartió con Perico León, Víctor “Pitin” Zegarra y con el Venezolano Freddy Ellie que fue quien lo recomendó venir a Venezuela. Luego pasa por varios clubes donde destaca su paso por Portuguesa donde es recordado hasta el día de hoy.
Después de su salida de Alianza, tuvo una oferta del Nantes de Francia pero prefirió jugar por el Canarias, eso fue antes de ser transferido oficialmente al Portuguesa. En 1979 se va al Panionios de Grecia, dirigido por Dan Giorgladis, entrenador que ya lo conocía por su paso en el futbol venezolano y vio acción en la Liga de Campeones de Europa.
Con la oncena llanera ganó cuatro títulos, dos copas Venezuela, un subcampeonato y vio acción en cinco Copas Libertadores de América, competencia en las que marcó once anotaciones para convertirse junto a Pedro Pascual Peralta (12), como los máximos artilleros representando a clubes criollos en este certamen.
Núñez es sinónimo de prestigio y calidad al igual que lo fueron luminarias como Jairzinho, Nelson Marcenaro, Luis Mendoza, Richard Páez, Ramón Echenausi, compañeros que llevaron a lo más alto al Portuguesa, nacionalmente como internacionalmente.
```
En su tantos registrados le marcó a Nacional y Liga Deportiva Universitaria de Ecuador, Estudiantes de La Plata y River Plate de Argentina, Atlético Español de México, Guabirá de Bolivia, Internacional de Porto Alegre, Libertad de Paraguay y al combinado de Perú le hizo dos goles en cuatro minutos un 23 de abril del 1978.
```

Después de ese amistoso en el Estadio Olímpico, recibe una llamada por la Selección Peruana de fútbol, para formar parte de la nómina que participaría en las Eliminatorias hacía Argentina 1978, y no fue porque se estaba nacionalizando para jugar con la Selección de Venezuela, cosa que al final no llegó a ocurrir.
Su último rastro como futbolista profesional fue en 1983, año en que regresa a Venezuela para retirarse en la pandilla rojinegra. En total fabricó 54 goles en su trayectoria con los acarigueños, convirtiéndose en uno de los máximos referentes históricos.
Luego de su retiro del fútbol activo se dedicó a sus labores profesionales como técnico de bombas de inyección de gasoil y a la vez fue nombrado en el cargo como Vicepresidente de la Asociación de fútbol del Estado Portuguesa.

## Clubes
| Club                | País      | Año       |
| ------------------- | --------- | --------- |
| Mariscal Sucre      | Perú      | 1967-1968 |
| Universitario       | Perú      | 1968      |
| Porvenir Miraflores | Perú      | 1969      |
| Deportivo Municipal | Perú      | 1970-1971 |
| Alianza Lima        | Perú      | 1972-1973 |
| Canarias            | España    | 1973-1974 |
| Portuguesa          | Venezuela | 1975-1979 |
| Panionios NFC       | Grecia    | 1979-1980 |
| VfB Stuttgart       | Alemania  | 1980-1981 |
| SSV Ulm Fußball     | Alemania  | 1982      |
| Portuguesa          | Venezuela | 1983      |